# José de Paiva Gomes

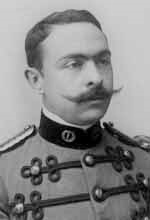
José de Paiva Gomes

José de Paiva Gomes (* 1876; † 1933) war ein portugiesischer Offizier und Kolonialverwalter.

## Werdegang
José de Paiva Gomes wurde als eines von sieben Kindern des Arztes José Gomes Ferreira Pinto und seiner Frau Maria Isabel de Paiva Gomes geboren. Die Familie bestand aus überzeugten Republikanern. Der Bruder António de Paiva Gomes war für die Partido Republicano Português Abgeordneter, später Finanz- und Kolonialminister. Die Lastwagen der Molkerei von Leomil und der Firma EAVT, die vom Bruder Ernesto de Paiva Gomes geführt wurden, waren in den republikanischen Farben Grün und Rot lackiert.
José machte als Militärarzt Karriere und stieg vom Fähnrich zum Leutnant und schließlich zum Oberst auf. 1911 wurde er zum stellvertretenden Zivilgouverneur von Porto und 1920 Leiter des Gesundheitsdienstes in der Kolonie Portugiesisch-Timor.
Als der bisherige Gouverneur der Kolonie Manuel Paulo de Sousa Gentil 1920 nach Portugal zurückkehrte, folgten ihm in schneller Abfolge verschiedene Männer auf dem Posten als „mit der Regierung Beauftragter“ (portugiesisch encarregado do governo) oder „amtsführend“. So auch José de Paiva Gomes, der die Amtsgeschäfte des Gouverneurs im Range eines Majors erstmals vom 7. Juli bis 11. Juli 1921 führte. Am 14. November 1921 wurde Gomes als offizieller Gouverneur eingesetzt, was er dann bis zum 27. April 1923 blieb.